# Ганицкая, Ирина Ивановна
Ирина Ивановна Ганицкая (22 января 1930, Свердловск, РСФСР, СССР) — советский и российский библиотековед, Заслуженный работник культуры РСФСР.

## Биография
Родилась 22 января 1930 года в Свердловске. Вскоре после рождения переехала в Москву.
В 1951 году поступила на заочное отделение библиотечного факультета МГБИ, которая она окончила в 1956 году, но перед этим была принята в штат ГБЛ (в феврале 1948 года), когда ей исполнилось 18 лет.
В 1979 году защитила кандидатскую диссертацию. Являлась одним из организатором РГЮБ, которая в 1965 году распахнула двери для учащихся старших классов.
С 1967 по 1981 год заведовала сектором библиотечной работы с детьми в научно-методическом отделе ГБЛ, С 1981 по 1985 год заведовала сектором пропаганды книги и работы с читателями там же, далее с 1986 по 1990 год заведовала отделом организации и функционирования библиотечных систем, с 1991 по 1999 год заведовала сектором университетских библиотек и наконец в 1999 году заведовала сектором национальных библиотек научно-исследовательского отдела библиотековедения. В том же году вышла на пенсию, но занимается научно-методической работой и поныне. Живёт и работает в Москве по адресу Херсонская улица.

## Научные работы
Основные научные работы посвящены библиотековедению. Автор свыше 100 научных работ.

## Редакторская деятельность
- 1968-81 — ответственный редактор ежегодника «В помощь детским и школьным библиотекам».